# Ochotona alpina
La pica alpina (Ochotona alpina) es una especie de mamífero de la familia Ochotonidae.

## Distribución geográfica
Se encuentra en Mongolia, Kazajistán y Rusia. 

## Enlaces externos

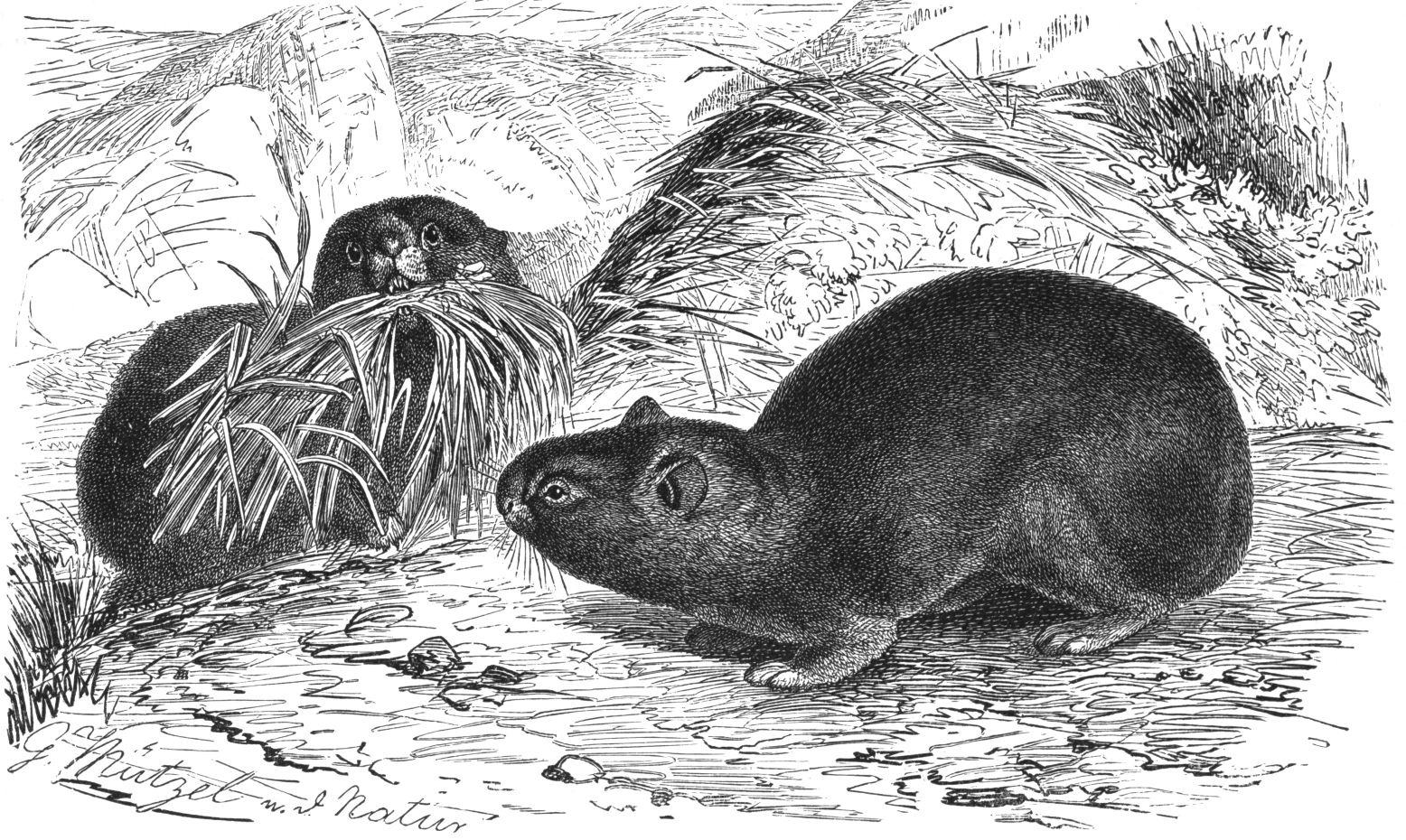
Grabado antiguo.